# Букреївка (Камишинська сільрада)
Букреївка (рос. Букреевка) — присілок в Курському районі Курської області Російської Федерації.
Населення становить 669 осіб. Входить до складу муніципального утворення Камишинська сільрада.

## Історія
Населений пункт розташований на території українського етнічного та культурного краю Східна Слобожанщина.
Від 2004 року входить до складу муніципального утворення Камишинська сільрада.

## Населення
| 2002 | 2010 |
| ---- | ---- |
| 696  | ↘669 |